# SBB Bem 550
Die Bem 550 waren Normalspur-Elektrotriebwagen der Schweizerischen Bundesbahnen (SBB) für die Strecke Genève–La Plaine, die für das französische Stromsystem und die in Frankreich üblichen Zugbeeinflussungseinrichtungen ausgerüstet waren. Die nach dem Vorbild der Triebwagen für die Linie M1 der Métro Lausanne gebauten Triebwagen wurden 1994 in Betrieb genommen und stammen wie diese aus dem Werk der Vevey technologies (Ateliers de constructions mécaniques de Vevey ACMV) in Villeneuve. Für die elektrische Ausrüstung der Fahrzeuge war ABB zuständig.
Auf Grund der Umstellung der Fahrleitungsspannung des Streckenabschnitt Genf–La Plaine von 1,5 kV Gleich- auf 25 kV Einphasenwechselspannung mit 50 Hz im Juli/August 2014 wurden die Fahrzeuge am 15. Juli 2014 ausrangiert und mangels Käufer im März 2015 verschrottet. Die TL hatte sich für einen Kauf interessiert, entschied sich aber aufgrund der Preisforderungen der SBB zum Neubau von fünf Triebwagen.

## Aufbau
Ein Bem 550 bestand aus zwei Wagenkästen mit einer und zwei Einstiegsplattformen mit Aussenschwingtüren. An den beiden Enden befanden sich jeweils ein Führerstand mit grossen Front- und Seitenfenstern sowie breite Rammbalken auf Pufferhöhe. Der Lokführer saß in Fahrtrichtung rechts.

## Technik
Die Bem 550 waren auf Einhandbedienung ausgerichtet, der Lokführer bremst und fährt den Triebwagen über einen Sollwertgeber. Die Triebwagen bezogen den Strom über einen Einholm-Stromabnehmer. Ausserdem besassen sie für Überführungsfahrten einen kleinen Verbrennungshilfsmotor mit einer Leistung von 88 kW.